# Astara
Astara este un oraș din Azerbaidjan.